# Chzo Mythos
Chzo Mythos bezeichnet eine vierteilige Homebrew-Adventure-Reihe von Ben „Yahtzee“ Croshaw unter Verwendung des Adventure Game Studios. Die vier Ableger tragen die Titel 5 Days a Stranger, Trilby’s Notes, 7 Days a Skeptic und 6 Days a Sacrifice. Bei allen erschienenen Spielen handelt es sich um Freeware.

## Inhalt
In 5 Days a Stranger (5 Tage ein Fremder) steuert der Spieler den Einbrecher Trilby. Dieser stößt auf eine dämonische Kraft, welche sich als maskierter Mörder in Tradition von Jason Voorhees oder Michael Myers manifestiert. Er sitzt zusammen mit einer Gruppe von Fremden in einer verlassenen Villa fest, in welcher eine Person nach der nächsten ihr Leben lässt (vgl. Und dann gabs keines mehr). Der Nachfolger 7 Days a Skeptic (deutsch: 7 Tage ein Skeptiker) handelt von den Geschehnissen an Bord eines Raumschiffes. Die Besatzung findet einen Sarg mit Artefakten aus dem ersten Spiel im Weltraum herumirren – nachdem sie den Sarg auf dem Hangar verstauen, erwacht die dämonische Kraft erneut. Trilby's Notes (Trilbys Notizen) spielt in einem Hotel, welches sowohl in der realen Welt als auch in einer alternativen, bizarren Horror-Dimension existiert. Die Hauptfigur des ersten Teils will hier Hinweise zur Auflösung der Ereignisse in 5 Days a Stranger suchen. Während die anderen Titel der Serie im klassischen "Point & Click"-Stil mit der Maus gespielt werden, erfordert Trilby's Notes Eingabekommandos mit der Tastatur im Stile alter Textadventures. 6 Days a Sacrifice (6 Tage ein Opfer) spielt zwischen 5 Days Stranger und 7 Days a Skeptic und rundet die Reihe ab.

## Popularität
Die Spiele fanden auf verschiedenen Beilage-Datenträgern von Videospielemagazinen Platz und wurden von der US-amerikanischen Ausgabe der PC Gamer als „exzellente Serie“ tituliert. 5 Days a Stranger wird in dem Buch Gaming Hacks als Beispiel für ein gutes Adventure-Game-Studio-Spiel genannt. Das Spiel erhielt fünf Preise bei den Jahresverleihungen der offiziellen Adventure-Game-Studio-Seite, sein Nachfolger 7 Days a Skeptic drei.
Der Autor veröffentlichte des Weiteren spezielle Editionen seiner Spiele, welche Extras wie Outtakes und Kommentare des Autors enthalten. Diese Versionen waren ursprünglich gegen eine Spende von jeweils fünf US-Dollar auf der Seite des Autors zu haben, sind mittlerweile aber auch dort zum kostenlosen Download verfügbar. Ein Remake von 5 Days a Stranger für die Source Engine war in Arbeit, wurde aber inzwischen eingestellt.